# Liberalno-Demokratyczna Partia „Niepodległość”
Liberalno-Demokratyczna Partia "Niepodległość" (LDP "N") – prawicowa partia o charakterze liberalno-konserwatywnym, działająca w Polsce w konspiracji w latach 1984–1989, a następnie jawnie do 1992 roku. Została założona 11 listopada 1984 roku w Warszawie przez środowiska skupione wokół podziemnego miesięcznika politycznego "Niepodległość", który ukazywał się od 1982 roku i do 1985 był oficjalnym organem partii.
LDP „N” została utworzona przez nieformalne struktury regionalne, przede wszystkim z Gdańska, Lublina, Krakowa, Poznania i Warszawy, skupione wokół redakcji miesięcznika. Przed formalnym zawiązaniem partii środowisko określało się jako Organizacja "Niepodległość" lub Grupa Polityczna "Niepodległość". Deklarację założycielską opublikowano w numerze 36/1984 "Niepodległości". Na czele partii stała Rada Polityczna złożona z członków redakcji oraz przedstawicieli oddziałów terenowych.
11 listopada 1985 roku doszło do rozłamu wewnątrz partii. Część oddziałów terenowych (gdański, lubelski, małopolski, wielkopolski oraz część warszawskiego) powołała nową Radę Polityczną LDP „N”, wykluczając z niej przedstawicieli redakcji "Niepodległości". Od tego momentu funkcjonowały równolegle dwa środowiska: partia Liberalno-Demokratyczna Partia "Niepodległość" oraz Grupa Pisma "Niepodległość", która od 1987 roku przyjęła nazwę Organizacja Liberalnych Demokratów "Niepodległość".

## Program
Założenia programowe były formułowane już od 1983 roku na łamach "Niepodległości". W deklaracji z 1984 roku podkreślano, że partia:
- nie stanowi kontynuacji żadnej partii sprzed 1981 roku,
- tworzy nowy kierunek polityczny inspirowany zachodnią myślą neokonserwatywną,
- ma za zadanie podniesienie świadomości politycznej społeczeństwa i odrzucenie porozumień z władzami komunistycznymi.

Główne dokumenty programowe to:
- "Założenia programowe I. Jedność w różnorodności",
- "Polski Jutra II. Propozycje programu Podziemnego Porozumienia Politycznego",
- "Program III. Liberalno-Demokratycznej Partii Niepodległość",
- "Aneks IV. Od komunizmu do gospodarki liberalnej".

Program zakładał:
- uznanie, że PRL była narzędziem ZSRR,
- odrzucenie reform komunizmu – postulat jego całkowitego odrzucenia,
- budowę systemu demokratycznego opartego na gospodarce wolnorynkowej i zasadach liberalnych,
- współpracę z narodami zniewolonymi przez ZSRR,
- odrzucenie postanowień paktów zawartych bez udziału Polski (m.in. Jałta, Teheran, Poczdam).

LDP "N" odwoływała się do zachodniego modelu partii prawicowej, nie do tradycji neoendeckiej. Była pierwszą w PRL legalnie niezarejestrowaną, ale działającą formacją o jednoznacznie liberalno-konserwatywnym programie. Inspiracje ideowe czerpano m.in. z neokonserwatyzmu amerykańskiego.

## Struktura organizacyjna
Oddziały terenowe LDP "N" powstały na przełomie 1984 i 1985 roku m.in. w Krakowie, Lublinie, Poznaniu, Gdańsku, Warszawie, Bydgoszczy. Funkcjonowały na zasadach dużej autonomii, każda komórka liczyła zwykle kilkadziesiąt osób.

## Działalność wydawnicza
W listopadzie 1985 powołano nowe pismo: "Niepodległość – Pismo LDP 'N'", które ukazywało się do 1987. Lokalne pisma oddziałów to m.in.:
- "Mury", "Krakus", "Bojkot" (Kraków),
- "Gazeta Polityczna", "Antyk", "Notatnik Polityczny", "Serwis Ukraiński" (Lublin),
- "Strzecha", "Głos Poznańskich Liberałów" (Poznań),
- "Biuletyn Polityczny", "Komentator" (Gdańsk),
- "Orientacja na Prawo", "Contra" (Warszawa).

Główne wydawnictwa to: Wydawnictwo "Niepodległość" (Warszawa), "Antyk" (Lublin), im. Lecha Zondka (Poznań), "Akces" (Gdańsk).
LDP "N" współpracowała z innymi redakcjami, m.in. "Solidarność Walcząca", "Federacja Młodzieży Walczącej", "Konfederacja Polski Niepodległej", "Polska Partia Socjalistyczna – Rewolucja Demokratyczna".

## Współpraca z podziemiem
LDP "N" współpracowała z podziemiem politycznym, m.in. uczestniczyła w:
- Apelu Jałtańskim (1985),
- bojkocie wyborów do Sejmu PRL (1985),
- protestach przeciwko Komitetowi Obywatelskiemu (1988–1989),
- działaniach na rzecz legalizacji NSZZ "Solidarność",
- pracach PPiON (1988).

## Działalność zagraniczna
Przedstawicielami partii za granicą byli m.in. Tadeusz Kadency (Wielka Brytania), Janusz Cupryjak (Szwecja), Leszek Truchlewski (Francja, Niemcy, Beneluks), Jerzy Grębski i Maria Józefa Nowak-Grębska (Szwajcaria), Jerzy Targalski (Francja). Utrzymywano kontakty z ukraińską diasporą w USA.

## Po 1989 roku
W lutym 1990 roku odbył się kongres partii, na którym podjęto decyzję o przejściu do działalności jawnej. W latach 1991–1992 działalność LDP "N" stopniowo wygasała. Jej działacze nie odegrali znaczącej roli w polityce III RP. Część z nich nie zaakceptowała porozumień okrągłego stołu, pozostając na marginesie życia publicznego.